# Isidore Hedde
Pour les articles homonymes, voir Hedde.
Jean-Claude Philippe Isidore Hedde né au Puy le 12 août 1801 et mort à Lyon le 7 avril 1880, est un industriel et historien français. Il fut membre de la mission de Chine de 1844 en tant que délégué du gouvernement.

## Biographie

### Famille
Descendant d'une ancienne famille originaire du Puy-en Velay,, où ses membres furent longtemps consuls, banquiers et maires.
Il est le fils de Philippe Hedde, négociant rubanier à Saint-Étienne et maire du Puy-en Velay, et de Marguerite Peyret. Il est le petit-fils de Jean Claude Peyret, maire de Saint-Étienne. 
Il épouse Caroline Marcoux d'Entremont en 1837 avec qui il eut quatre enfants, dont Philippe qui épouse Marie Voutier,  fille d'Olivier Voutier.
Il est le beau-père de Léon Olphe-Galliard et le grand-père de Maurice Hedde, évêque de Lạng Sơn. 
Son frère Philippe fut directeur du musée d'art et d'industrie de Saint-Étienne.

### Mission de Chine
Négociant en rubans à Saint-Étienne, il est mandaté en 1843 par les chambres de commerce de Lyon et de Saint-Étienne pour participer comme délégué du commerce auprès de l’ambassade de M. Théodore de Lagrené, envoyé par Louis-Philippe Ier de 1843 à 1846, afin de négocier "un traité commercial de dix mille ans entre la Chine et la France ", le traité de Huangpu.

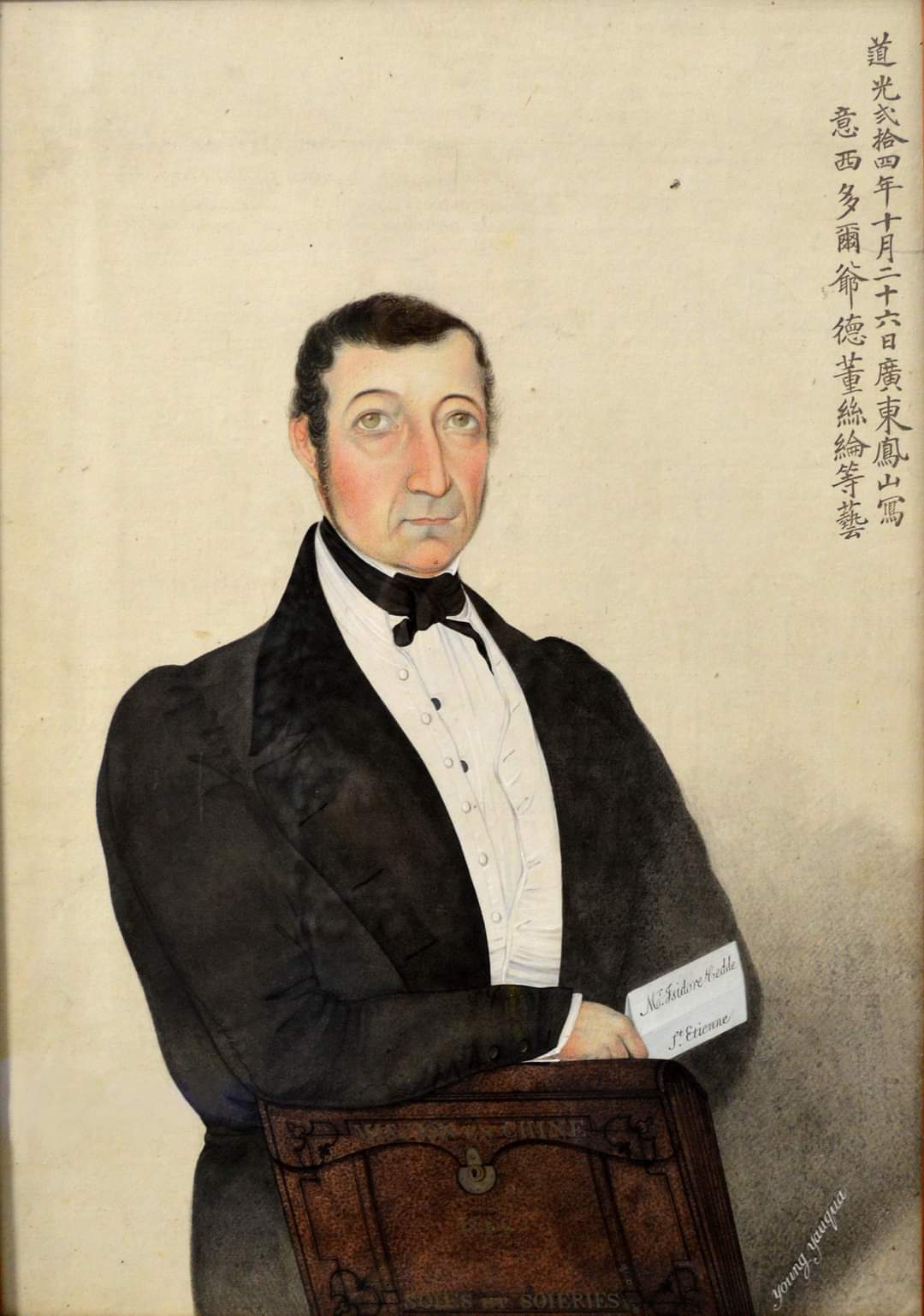
Isidore Hedde, Chine, vers 1846, aquarelle

La délégation comprenait Auguste Haussmann, Natalis Rondot, Jules Itier, et Edouard Renard, représentant les grandes industries de l'époque. Il doit en particulier s'informer de la place du commerce des soies et soieries, des techniques de la sériciculture en Chine, et de l'importance générale du commerce afin d'étudier les gouts des populations. 
À son retour de Chine, il s'installe à Lyon, organise plusieurs expositions pour valoriser le résultat des collectes faites pendant la mission, et se consacre aux études concernant son voyage. 
Il était membre correspondant de l'académie du Gard, membre de la société linnéenne de Lyon, de l'association lyonnaise des amis des sciences naturelles, de la société botanique de Lyon, de la société d'agriculture de Lyon, de la société de géographie de Lyon, et de la société historique de Lyon. 
Il a donné sa bibliothèque à la Société de géographie de Lyon. Les nombreux objets, peintures, et échantillons recueillis durant sa mission sont aujourd'hui dispersés entre le Musée des arts et métiers, la Bibliothèque nationale de France, le Musée des Tissus et des Arts décoratifs, et le Musée d'art et d'industrie de Saint-Étienne.

### Publications[7]
- Aperçu sur l'histoire de la ville de St-Étienne. F.Gonin, 1840.
- Saint-Étienne ancien et moderne. Gourdon, 1841.
- Mission commerciale en Chine. Industrie des soies et soieries. Catalogue des produits de l'Inde et de la Chine. Barret, 1847.
- Chambre de commerce de Saint-Étienne : description méthodique des produits divers recueillis dans un voyage en Chine. Théolier aîné, 1848.
- Étude pratique du commerce d'exportation de la Chine. (Avec Auguste Haussmann et Natalis Rondot). Paris : Renard, 1848
- Description de l'agriculture et du tissage, Tsong-nong-sang-i-tsou-i-shi. Agriculture de la Chine. Bouchard-Huzard. 1850.
- De l'Industrie sérigène en Algérie. Lyon : Barret, 1851. (Extrait des "Annales de la Société nationale d'agriculture de Lyon").
- Le Lori disparu. Lyon : Pitrat, 1868. (Extrait des "Comptes rendus de la Société impériale d'agriculture, sciences naturelles et arts utiles de Lyon", no 2, séance du 7 février 1868).
- Souvenirs de Grandrieu (Lozère). M-P Marchessou, 1869.
- Excursion en Suisse. Inscription cryptographique, Lyon : Vingtrinier, 1873.
- Études séritechniques sur Jacques Vaucanson. E.Lacroix, 1876.
- Géographie chinoise et française. Paul Dupont, 1876.
- Hoa-fa-ti-li-tchi. Dictionnaire géographique chinois-français. Lyon : Pitrat aîné, 1877 (Extrait du "Bulletin de la Société de géographie de Lyon").
- Paléographie des tissus. Impr. Nationale, 1874. (Extrait de la Revue des sociétés savantes, 3e série, T. VI).
- Répertoire séritechnique et éphémérides de la production de la soie tant de la Chine et de Japon que des autres pays sérifères. Lyon: Le moniteur des soies, 1880.
- Monographie de Ronzon. H. Souchon, 1885.